# Quốc kỳ Iran
Quốc kỳ Iran tiếng Ba Tư: پرچم ایران, Parcham-e Irân) hiện nay có ba dải ngang bằng nhau màu xanh lá cây (ở trên đỉnh), màu trắng và đỏ. Quốc huy (một dạng cách điệu của chữ Allah) bằng màu đỏ được đặt chính giữa dải trắng: Allahu Akbar (Thượng đế vĩ đại) bằng chữ Ả Rập màu trắng được lặp lại 11 lần dọc mép dưới dải xanh và 11 lần dọc theo mép trên của dải đỏ, tổng cộng là 22 lần để thể hiện ngày 22 tháng Bahman trong lịch Ba Tư (11 tháng 2 năm 1979), ngày chiến thắng Cách mạng Hồi giáo Iran.

## Lịch sử

1910 - 1925
1925 - 1933
1933 - 1964
1964 - 1980
1980 – nay